# Cesare Rasponi Bonanzi

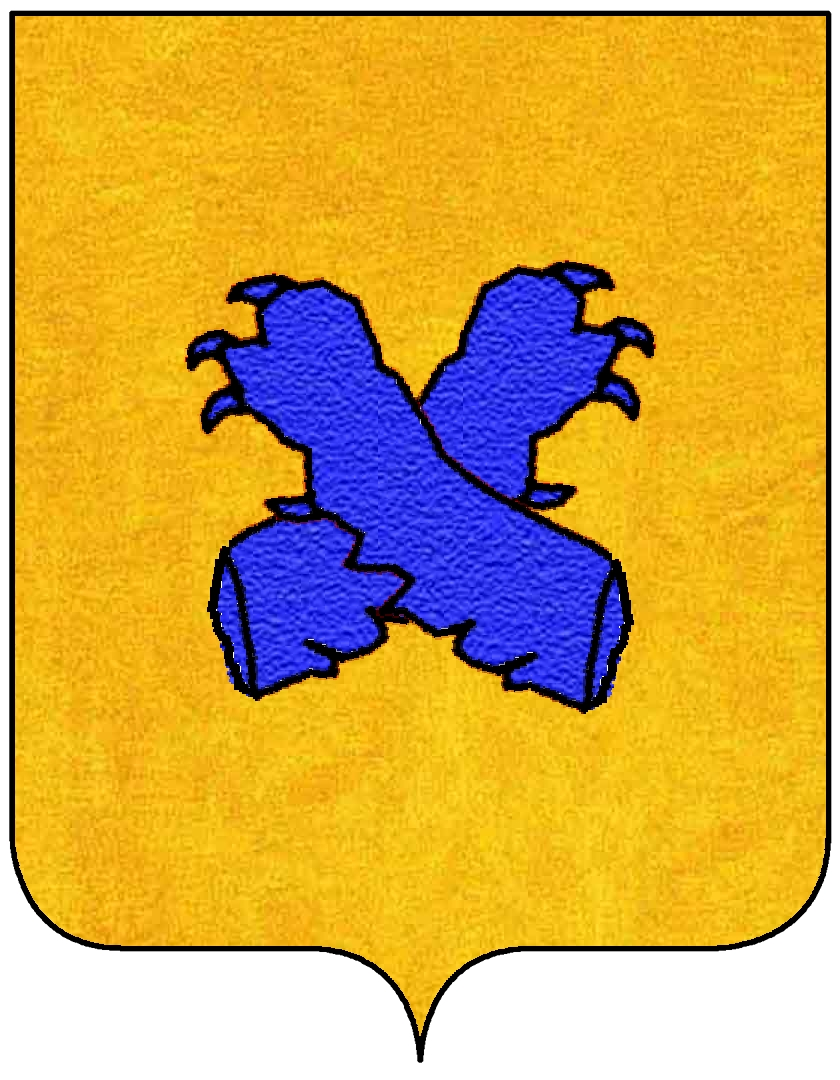
Stemma Rasponi

Cesare Rasponi Bonanzi (Ravenna, 1º gennaio 1822 – Firenze, 25 gennaio 1886) è stato un politico italiano.

## Biografia
Cesare Rasponi Bonanzi nacque il 1º gennaio 1822 a Ravenna; figlio di Gabriele Rasponi Bonanzi (20/2/1787 - 23/9/1849) e di Amata Spinelli (1795-1833), patrizia di Firenze.
Cesare fu una delle figure di spicco della vita pubblica ravennate.
Fu vice-console di Francia e deputato durante i governi Lanza e Depretis I.
Nel 1849 fece parte della Commissione Provvisoria di Governo.
Nel 1874 venne eletto rappresentante del I Collegio di Ravenna.
Nel 1884 divenne senatore del Regno d'Italia. Nel 1849 fece parte della Commissione Provvisoria di Governo.
Fu presidente della Cassa di Risparmio di Ravenna nel 1860 e dal 1870 al 1879.
Morì il 25 gennaio 1886 a Firenze.

## Discendenza
Sposò Letizia Rasponi Murat, figlia di Giulio Rasponi e di Luisa Giulia Murat (figlia di Gioacchino Murat e di Carolina Bonaparte); dal matrimonio nacquero:
- Gabriella Rasponi Spalletti (1853-1931)
- Luciano Rasponi Spinelli (1856–1931)
- Carlo Rasponi Bonanzi (1858-1920)